# Panesthia ornata
Panesthia ornata är en kackerlacksart som beskrevs av Henri Saussure 1873. Panesthia ornata ingår i släktet Panesthia och familjen jättekackerlackor. Inga underarter finns listade i Catalogue of Life.